# دارنيل هنت
دارنيل هنت (بالإنجليزية: Darnell Hunt)‏ هو مدير أكاديمي أمريكي، ولد في 1962 في واشنطن العاصمة في الولايات المتحدة.